# U-88号潜艇 (1916年)
陛下之88号潜艇是德意志帝国海军建造的一艘中型潜艇或称U艇。它由但泽的帝国船厂承建，于1916年6月22日下水，至1917年4月7日交付使用。U-88号是在第一次世界大战期间服役的329艘德国潜艇之一，曾参加过大西洋潜艇战。在其四次巡逻中，共击沉协约国或中立国的11艘商船（33053总吨）和1艘辅助军舰（6329总吨）。1917年9月5日，U-88号在泰尔斯海灵岛以北失踪。据推测，它可能是撞上了英国人布设的水雷而沉没，艇内43名官兵全数阵亡。

## 设计
第一次世界大战爆发后，为了满足潜艇破交战的作战需求，德意志帝国海军潜艇局（U-Boot-Inspektion）在U-43号（战时动员型）的基础上，研发出了一种技术上更为成熟的中型双壳体远洋潜艇。其排水量适中、性能均衡，非常适合北海和英国周边海域的作战环境。海军为此共计批出34艘订单，战术编号使用U-81至U-114号。实战证明，这一系列的潜艇具有出色的航海能力和稳定的耐用性，它们的许多布置也对后世IX級潛艇和国外一些潜艇的设计产生了影响。
U-88号是由但泽帝国船厂承建的U-87至U-92号批次的二号艇。与基尔生产的批次（U-81至U-86号）相比，其排水量、尺寸、吃水和航速均有所缩减，但在续航里程、鱼雷载弹量和船员编制等方面则略为提高。该艇的水上和水下排水量分别为757吨和998吨。其全长65.80米；舷宽6.20米，当中的耐压壳体宽为4.18米；有3.88米的吃水深度。艇只搭载有可在水上使用的两台猛狮六缸四冲程柴油发动机，总功率为2,400匹公制馬力（1,765千瓦特）；以及可在水下使用的西门子-舒克特双电动发电机，总功率为1,200匹公制馬力（883千瓦特）。这些发动机用以驱动双轴、每根轴各一个的直径1.66米长螺旋桨。它的潜航深度为50米。
U-88号在水上的最高速度达15.6節（28.9每小時），在水下的最高航速则为8.6節（15.9每小時）。它可以8節（15每小時）的速度在水上巡航11,380海里（21,080），或以5節（9.3每小時）的速度在水下巡航56海里（104）。该艇装备了四具直径为500毫米的鱼雷发射管，其中艏、艉各两具，并可携带16枚鱼雷；作为辅助武器的甲板炮则是一门88毫米30倍径速射炮和一门105毫米45倍径速射炮。其标准船员编制为4名军官及32名水兵。

## 历史
U-88号是由德意志帝国海军作为F项战时订单（Kriegsauftrag F）的一部分，于1915年6月23日向但泽的帝国船厂订购，建造编号为32。艇只于1916年6月22日下水，至1917年4月7日在首任暨唯一一任艇长、海军上尉瓦尔特·施维格的指挥下正式交付使用。施维格此前曾指挥U-20号潜艇，并因击沉英国远洋客轮卢西塔尼亚号而闻名。完成海试后，U-88号自1917年5月中旬起被编入分驻埃姆登和威廉港的第三潜艇区舰队服役，并在短暂的役期内一直隶属于该部队。
第一次世界大战期间，U-88号在北大西洋东部的不列颠岛周边海域完成了三次巡逻；共击沉11艘（33053总吨）、击伤2艘（845总吨）协约国或中立国商船。此外，载重6329总吨的英国武装商船巡洋舰依拉略号也作为辅助军舰，于1917年5月25日在设得兰群岛以西被施拉格率U-88号击沉，导致4人遇难。被U-88号击沉的最大型船舶则是容积总吨为7892吨的日本客轮宫崎丸，它在从横滨前往伦敦的途中，于1917年5月31日在锡利群岛以西约150海里（280）处被U-88号发射的鱼雷击沉，共造成8人丧生。
1917年9月5日，U-88号从黑尔戈兰岛跟随U-54号向西驶入北海。两艘U艇都利用黄标出海线路穿越德国雷区。然而，在线路的出口处，大致在泰尔斯海灵岛以北，他们又驶入了一个英国的水雷封锁区。期间U-54号不慎擦碰到了一枚水雷的锚链，但并未引爆。但当该艇行至54°9′N 4°47′E / 54.150°N 4.783°E的方位时，其船员在10分钟内听到了两声水下爆炸。自那以后，U-88号便失去了联系，连同艇内43名官兵全数下落不明。据推测，它可能是撞上了英国的水雷而沉没。

## 袭击历史摘要
| 日期          | 船名            | 船籍         | 吨位 （容积总吨） | 结局 |
| ------------- | --------------- | ------------ | ----------------- | ---- |
| 1917年5月23日 | 赫克托耳号      | 挪威         | 1146              | 击沉 |
| 1917年5月25日 | 依拉略号        | 英國皇家海軍 | 6329              | 击沉 |
| 1917年5月28日 | 罗马号          | 俄罗斯帝国   | 417               | 击伤 |
| 1917年5月29日 | 梣叶号          | 英国         | 5768              | 击沉 |
| 1917年5月31日 | 让娜·科多尼耶号 | 法國         | 2194              | 击沉 |
| 1917年5月31日 | 宫崎丸          | 日本         | 7892              | 击沉 |
| 1917年6月1日  | 卡维纳号        | 英国         | 6539              | 击沉 |
| 1917年6月6日  | 埃姆戴克号      | 荷蘭         | 3048              | 击沉 |
| 1917年6月7日  | 约翰·巴克号     | 挪威         | 1611              | 击沉 |
| 1917年6月29日 | 埃斯孔迪多号    | 挪威         | 1066              | 击沉 |
| 1917年7月3日  | 冰岛号          | 英国         | 1501              | 击沉 |
| 1917年7月7日  | 珊瑚叶号        | 英国         | 428               | 击伤 |
| 1917年7月13日 | 刻瑞斯号        | 丹麦         | 1166              | 击沉 |
| 1917年7月16日 | 维斯塔号        | 丹麦         | 1122              | 击沉 |

## 脚注
1. 1 2 3  Helgason, Guðmundur. . German and Austrian U-boats of World War I - Kaiserliche Marine - Uboat.net.   [2014-12-14].
2. 1 2 3  Gröner 1991，第12–14頁.
3. 1 2  Helgason, Guðmundur. . German and Austrian U-boats of World War I - Kaiserliche Marine - Uboat.net.   [2014-12-14].
4. ↑  陈进，第71頁.
5. ↑  Herzog，第50頁.
6. ↑  Helgason, Guðmundur. . German and Austrian U-boats of World War I - Kaiserliche Marine - Uboat.net.   [2015-01-21].
7. ↑  Herzog，第48頁.
8. ↑  Herzog，第139頁.
9. ↑  Herzog，第123頁.
10. ↑  Herzog，第68頁.
11. ↑  Helgason, Guðmundur. . German and Austrian U-boats of World War I - Kaiserliche Marine - Uboat.net.   [2021-11-23].
12. ↑  Kemp，第34頁.
13. ↑  Herzog，第91頁.
14. ↑  Helgason, Guðmundur. . German and Austrian U-boats of World War I - Kaiserliche Marine - Uboat.net.   [2014-12-14].